# Esmé Squalorová
Esmé Squalorová (fiktivní postava) je přítelkyně hraběte Olafa. Je obětí módy a velmi se zajímá o to, co právě letí, proto často nosí různé příšerné šaty. 
V díle Nouzový výtah byla opatrovnicí sourozenců Baudelairových, ale jen proto, že sirotci právě letěli. Ukázalo se, jaká je to ničemná osoba a i dále pomáhala hraběti hraběti Olafovi v jeho zákeřných plánech. V díle Ledová stěna potkala Carmelitu Spatsovou, přijala ji skoro za vlastní dceru a začala ji rozmazlovat, protože ji považovala za rozkošnou dívku. Hrabě Olaf se s Esmé rozešel na soudu v hotelu Rozuzlení v knize Předposlední utkání.